# Диалектика на мита
„Диалектика на мита“ (1930) е 8-ата книга от поредицата на младия руски философ Алексей Лосев, наречена „Осмокнижие“ и осъществена като „издание на автора“ през 1927 – 1930 г. Заради нея Лосев е арестуван и изпратен в лагер, последван от 23 години мълчание и невъзможност за публикуване.
Българското издание на „Диалектика на мита“ (София, 2003, преводач Е. Димитров, послеслов от Богдан Богданов) е посветено на 110-годишнината на Лосев и е съпроводено със специално написан предговор от А. Тахо-Годи – наследник и продължител на делото на Лосев.